# Hernán Mazino
Hernán Mazino (Santa Fe, 10 maggio 1975) è un ex rugbista a 15 e allenatore di rugby a 15 argentino.

## Palmarès
- Campionati URBA: 2
Rosario: 1996, 2000
- Campionati italiani: 1
Benetton Treviso: 2005-06